# Syllepte planeflava
Syllepte planeflava là một loài bướm đêm trong họ Crambidae.